# Linguagem de programação multiparadigma
Paradigma de programação é a forma de se classificar determinada linguagem de programação com base em seu funcionamento e sua estruturação. Segundo Normak (2013), professor da Universidade de Aalborg na Dinamarca, paradigma de programação é um padrão que serve como uma escola de pensamentos para a programação de computadores. Alguns exemplos de paradigmas de programação são a Programação orientada a objetos, Programação Estruturada e a Programação Imperativa. 
Nenhum dos paradigmas pode ser considerado o ‘melhor paradigma’, pois cada um pode ser o mais viável dependendo do projeto em que será utilizado. O objetivo da programação multiparadigma é fazer uma junção de mais de um paradigma para melhor atender as necessidades do programador. A ideia de uma linguagem multiparadigma é fornecer um framework no qual o programador possa trabalhar com vários estilos, misturando livremente construtores de diferentes paradigmas, “nenhum paradigma resolve todos os problemas da maneira mais fácil ou mais eficiente” (PAQUET; MOKHOV, 2010, pág. 21) 
Alguns exemplos de linguagens de programação multiparadigma são C++, Groovy, Oz, Ruby ,Scala , Swift ,Lua (linguagem de programação) e Python

## Vantagens e desvantagens
As linguagens multiparadigma, como seu próprio nome já diz, suportam vários paradigmas de programação. Assim podemos utilizar cada paradigma para solucionar um problema da forma mais elegante e simples possível, conforme o seu objetivo. Por ser um conceito que aceita diversos paradigmas, essas linguagens são fracamente tipadas e se não usadas de forma correta, o código pode conter várias “gambiarras”, ou seja, o que deveria facilitar a implementação, irá atrapalhar na manutenção do código, elevando seu custo.  

## Exemplos de orientação a objetos
Python é tida como uma linguagem multiparadigma, um mesmo programa pode ser feito utilizando paradigmas diferentes ou um único programa pode ser criado utilizando mais de um paradigma de programação. O exemplo demonstra um tipo de calculadora, criada com o paradigma de orientação a objetos.
```
class
 
Calculadora
:

    
def
 
__init__
(
self
):

        
self
.
__var1
 
=
 
None

        
self
.
__var2
 
=
 
None

    
def
 
lerValores
(
self
):

        
self
.
__var1
 
=
 
float
(
input
(
'Digite um valor: '
))

        
self
.
__var2
 
=
 
float
(
input
(
'Digite outro valor: '
))

    
def
 
adicao
(
self
):

        
soma
 
=
 
self
.
__var1
 
+
 
self
.
__var2

        
return
 
soma

    
def
 
subtracao
(
self
):

        
sub
 
=
 
self
.
__var1
 
-
 
self
.
__var2

        
return
 
sub

    
def
 
multiplicacao
(
self
):

        
mult
 
=
 
self
.
__var1
 
*
 
self
.
__var2

        
return
 
mult

    
def
 
divisao
(
self
):

        
div
 
=
 
self
.
__var1
 
/
 
self
.
__var2

        
return
 
div

```

```
from
 
Calculadora
 
import
 
Calculadora

c
 
=
 
Calculadora
()

while
 
True
:

    
op
 
=
 
int
(
input
(
'1 para setar valores
\n
2 para operações
\n
3 para sair
\n
Opção: '
))

    
if
 
op
 
==
 
1
:

        
c
.
lerValores
()

    
elif
 
op
 
==
 
2
:

        
while
 
True
:

            
op1
 
=
 
int
(
input
(
'
\n
1 para soma
\n
2 para subtração
\n
3 para multiplicação
\n
4 para divisão
\n
5 para sair
\n
Opção: '
))

            
if
 
op1
 
==
 
1
:

                
print
(
c
.
adicao
())

            
elif
 
op1
 
==
 
2
:

                
print
(
c
.
subtracao
())

            
elif
 
op1
 
==
 
3
:

                
print
(
c
.
multiplicacao
())

            
elif
 
op1
 
==
 
4
:

                
print
(
c
.
divisao
())

            
else
:

                
break

    
else
:

        
break

```

## Exemplo de programação estrutural
Programação estrutural segue uma estrutura sequencial, top-down, em que, ao contrario da orientação a objetos, em que o código pode ser reutilizado, na estrutural uma sentença de código só pode ser executado uma vez. O exemplo criado com paradigma estrutural também é uma calculadora assim como no exemplo anterior, demonstrando que o mesmo programa pode ser criado com paradigmas diferentes.
```
print
(
'Calculadora...
\n
'
)

while
 
True
:

    
op
 
=
 
int
(
input
(
'1 para inserir valores
\n
2 para efetuar operações
\n
3 para sair
\n
Opção: '
))

    
if
 
op
 
==
 
1
:

        
var1
 
=
 
float
(
input
(
'Digite um valor: '
))

        
var2
 
=
 
float
(
input
(
'Digite outro valor: '
))

    
elif
 
op
 
==
 
2
:

        
while
 
True
:

            
op1
 
=
 
int
(
input
(
'
\n
1 para soma
\n
2 para subtrair
\n
3 para multiplicar
\n
4 para dividir
\n
5 para sair
\n
Opção: '
))

            
if
 
op1
 
==
 
1
:

                
print
(
'Soma: '
,
 
var1
 
+
 
var2
)

            
elif
 
op1
 
==
 
2
:

                
print
(
'Subtração: '
,
 
var1
 
-
 
var2
)

            
elif
 
op1
 
==
 
3
:

                
print
(
'Multiplicação: '
,
 
var1
 
*
 
var2
)

            
elif
 
op1
 
==
 
4
:

                
print
(
'Divisão: '
,
 
var1
 
/
 
var2
)

            
else
:

                
break

    
else
:

        
break

```

1. ↑  «Programming Paradigms». people.cs.aau.dk. Consultado em 9 de abril de 2019
2. ↑  «Aalborg University - Knowledge for the World». www.en.aau.dk. Consultado em 9 de abril de 2019
3. ↑  Mokhov, Serguei. «Comparative Studies of Programming Languages, COMP6411 Lecture Notes, Revision 1.4» (em inglês)